# Plectiscidea collaris
Plectiscidea collaris là một loài tò vò trong họ Ichneumonidae.